# Itäsuomenkarja
Pour l’article homonyme, voir Finlande.
L’itäsuomenkarja est une race bovine finnoise. Elle porte aussi les noms de kyyttö en finnois et eastern finncattle en anglais.

## Origine
Elle vient de l’est de la Finlande, dans les régions de Carélie et Savonie. C'est une race issue de bovins autochtones, croisés avec du bétail étranger introduit au XVIe puis aux XIXe et XXe siècles. (Angeln, ayrshire, shorthorn…) 

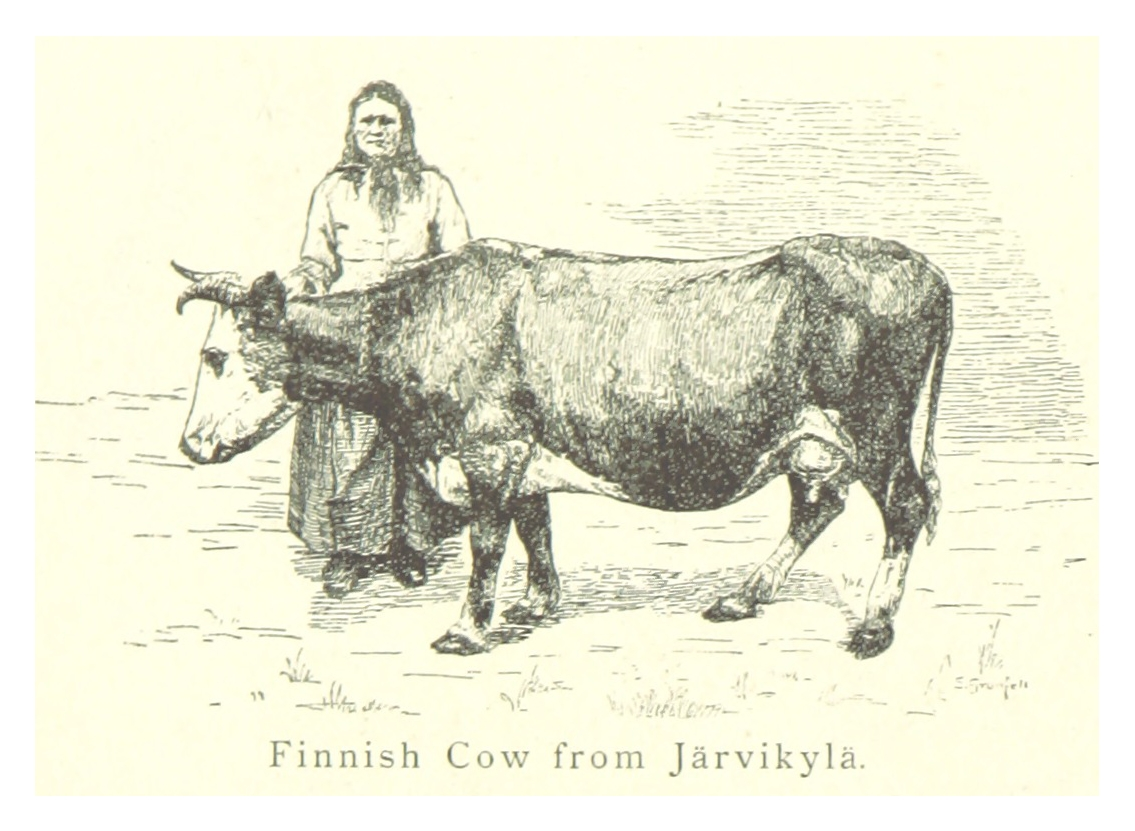
Petite vache à corne en 1894.

Son herd-book ouvert en 1898 a été fusionné avec celui de la länsisuomenkarja et clos en 1914,. La race a commencé à subir des croisements durant la Seconde Guerre mondiale : les paysans ont fui l'est du pays avec leur bétail qui s'est métissé avec celui des autres régions. Ensuite, la politique des années 1960 a été d'utiliser les races indigènes comme support d'insémination artificielle avec de la semence d'holstein. Ces pratiques ont failli faire disparaître la race, mais l'effectif de 17 animaux en 1993 est remonté entre 1000 et 1200 en 2009.
Le travail de préservation initié dans les années 1960 a vu la création d'une banque de sperme dans les années 1980 et l'aide originale des prisons : elles avaient quelques vaches pour occuper les prisonniers et ont accepté de n'avoir que des races anciennes pures. Le cheptel est devenu pure race, raison de la hausse continue de la population depuis 1993.

## Morphologie
Elle porte une robe pie rouge sur les flancs. La ligne dorsale, la tête et le ventre sont blancs. Jusque dans les années 1920, les individus étaient cornus, aujourd’hui la population est sans cornes. Les muqueuses sont claires, mais le mufle et le tour des yeux sont parfois colorés. 
La vache pèse 440 kg pour 118 cm au garrot et le taureau 600 kg pour 135 cm. 

## Aptitudes
C’est une race classée mixte à tendance laitière. Elle produit 4 100 kg par lactation d'un lait riche en k-caséine B recherchée par l'industrie fromagère. (4,5 % de matières grasses et 3,5 % de protéines) 
Elle est appréciée pour son adaptation au climat nordique.
Elle est bien adaptée à son biotope original, en particulier les très basses températures de l'hiver. Les vaches ont un pourcentage de veaux jumeaux élevé.

## Sources